# Die Kunst des toten Mannes
Die Kunst des toten Mannes (Originaltitel: Velvet Buzzsaw) ist ein satirischer Horror-Thriller von Dan Gilroy, der im Januar 2019 im Rahmen des Sundance Film Festivals seine Premiere feierte. Am 1. Februar 2019 wurde der Film auf Netflix veröffentlicht.

## Handlung
In der rabiaten Kunstszene von Los Angeles stößt die aufstrebende Agentin Josephina auf Hunderte von faszinierenden Gemälden, nachdem ein älterer Mieter in ihrem Gebäude gestorben ist. Sie ignoriert die Anweisungen, die der unbekannte Künstler hinterlassen hat, sein Werk solle zerstört werden, und beginnt sofort damit, die meist düsteren und verstörenden Gemälde in Umlauf zu bringen.
Die Gemälde ziehen schnell die Aufmerksamkeit der Schwergewichte der Kunstszene auf sich, so die ihrer Chefin Rhodora Haze, des Kunstkritikers und Josephinas Geliebten Morf Vandewalt und einer Reihe von Sammlern und Kuratoren wie Bryson und Gretchen. Bald herrscht helle Aufregung in der Kunstszene, und die Kunstwerke des bislang unbekannten Malers sorgen für höchste Euphorie. Doch die Begeisterung hat ihren Preis, wie nicht nur die Käufer recht schnell merken, denn eine übernatürliche Kraft scheint all jene zu bestrafen, die von der Arbeit des verstorbenen Künstlers profitieren.

## Produktion
Regie führte Dan Gilroy, der auch das Drehbuch schrieb. Die Hauptrollen von Morf Vandewalt und Rhodora Haze wurden mit Jake Gyllenhaal und Rene Russo besetzt. Zawe Ashton übernahm die Rolle von Josephina. Weitere Rollen wurden mit Toni Collette, John Malkovich, Natalia Dyer, Billy Magnussen, Tom Sturridge und Daveed Diggs besetzt.
Die Dreharbeiten wurden Anfang März 2018 in Los Angeles begonnen.
Ein erster Trailer wurde Anfang Januar 2019 vorgestellt. Der Film feierte am 27. Januar 2019 im Rahmen des Sundance Film Festivals seine Premiere. Am 1. Februar 2019 wurde der Film auf Netflix veröffentlicht.

## Rezeption
Der Film erhielt bislang von 61 Prozent der Kritiker bei Rotten Tomatoes eine eher positive Bewertung.